# Danh sách tên ký hiệu của NATO cho máy bay chiến đấu
Tên ký hiệu của NATO/ASCC cho máy bay chiến đấu, với tên gọi của Liên Xô, Nga, Trung Quốc, thứ tự theo bản báo cáo của NATO:
- "Faceplate" MiG Ye-2A
- "Fagot" Mikoyan-Gurevich MiG-15
- "Faithless" Mikoyan-Gurevich Ye-231
- "Fang" Lavochkin La-11
- "Fantail" Lavochkin La-15
- "Fantan" Nanchang Q-5/A-5
- "Fargo" Mikoyan-Gurevich MiG-9
- "Farmer" Mikoyan-Gurevich MiG-19 và Shenyang J-6
- "Feather" Yakovlev Yak-15/Yak-17
- "Fencer" Sukhoi Su-24
- "Fiddler" Tupolev Tu-28P/Tu-128
- "Fin" Lavochkin La-7
- "Finback" Shenyang J-8
- "Firebar" Yakovlev Yak-28P
- "Firkin" Sukhoi Su-47
- "Fishbed" Mikoyan-Gurevich MiG-21 và Chengdu J-7
- "Fishpot" Sukhoi Su-9 và Su-11
- "Fitter" Sukhoi Su-7 và Su-17/Su-20/Su-22
- "Flagon" Sukhoi Su-15
- "Flipper" Mikoyan-Gurevich Ye-152
- "Flanker" Sukhoi Su-27/Su-30/Su-33/Su-35
- "Super Flanker" Sukhoi Su-37
- "Flashlight" Yakovlev Yak-25
- "Flatpack" MiG-35 MFI objekt 1.44/1.42
- "Flogger" Mikoyan-Gurevich MiG-23 và MiG-27
- "Flora" Yakovlev Yak-23
- "Forger" Yakovlev Yak-38
- "Foxbat" Mikoyan-Gurevich MiG-25
- "Foxhound" Mikoyan MiG-31
- "Frank" Yakovlev Yak-9
- "Freehand" Yakovlev Yak-36
- "Freestyle" Yakovlev Yak-41/Yak-141
- "Fresco" Mikoyan-Gurevich MiG-17 và Shenyang J-5
- "Fritz" Lavochkin La-9
- "Frogfoot" Sukhoi Su-25
- "Fulcrum" Mikoyan MiG-29/MiG-33/MiG-35
- "Fullback" Sukhoi Su-32/Su-34

Tên ký hiệu của NATO/ASCC cho máy bay chiến đấu, với tên gọi của Liên Xô, Nga, Trung Quốc, thứ tự theo tên gọi của Liên Xô, Nga, Trung Quốc: 
- Lavochkin La-7 "Fin"
- Lavochkin La-9 "Fritz"
- Lavochkin La-11 "Fang"
- Lavochkin La-15 "Fantail"
- Mikoyan-Gurevich MiG-9 "Fargo"
- Mikoyan-Gurevich MiG-15 "Fagot"
- Mikoyan-Gurevich MiG-17 và Shenyang J-5 "Fresco"
- Mikoyan-Gurevich MiG-19 và Shenyang J-6 "Farmer"
- Mikoyan-Gurevich MiG-21 và Chengdu J-7 "Fishbed"
- Mikoyan-Gurevich MiG-23 và MiG-27 "Flogger"
- Mikoyan-Gurevich MiG-25 "Foxbat"
- Mikoyan MiG-29/MiG-33/MiG-35 "Fulcrum"
- Mikoyan MiG-31 "Foxhound"
- MiG-35 MFI objekt 1.44/1.42 "Flatpack"
- Nanchang Q-5/A-5 "Fantan"
- Shenyang J-8 "Finback"
- Sukhoi Su-7 và Su-17/Su-20/Su-22 "Fitter"
- Sukhoi Su-9 và Su-11 "Fishpot"
- Sukhoi Su-15 "Flagon"
- Sukhoi Su-24 "Fencer"
- Sukhoi Su-25 "Frogfoot"
- Sukhoi Su-27/Su-30/Su-33/Su-35 "Flanker"
- Sukhoi Su-32/Su-34 "Fullback"
- Sukhoi Su-37 "Super Flanker"
- Sukhoi Su-47 "Firkin"
- Tupolev Tu-28P/Tu-128 "Fiddler"
- Yakovlev Yak-9 "Frank"
- Yakovlev Yak-15/Yak-17 "Feather"
- Yakovlev Yak-23 "Flora"
- Yakovlev Yak-25 "Flashlight"
- Yakovlev Yak-28P "Firebar"
- Yakovlev Yak-36 "Freehand"
- Yakovlev Yak-38 "Forger"
- Yakovlev Yak-41/Yak-141 "Freestyle"

Xem thêm: Tên ký hiệu của NATO